# Ashurst (Hampshire)

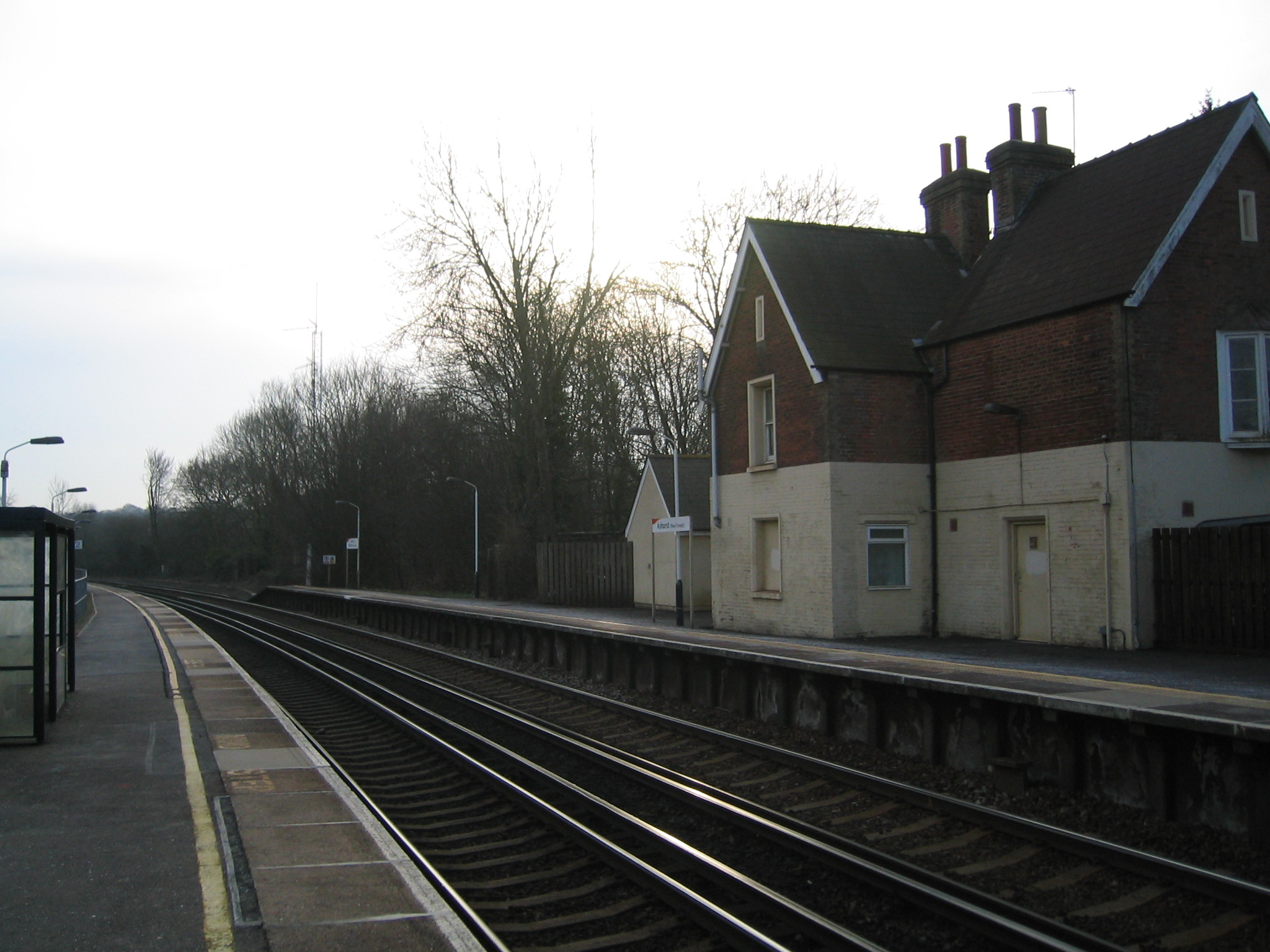
Bahnhof in Ashurst

Ashurst ist ein Dorf im District New Forest von Hampshire, England, das zusammen mit Colbury Hamlet das Parish Ashurst and Colbury bildet. Ashurst liegt an der A35 in der Nähe der Konurbation Southampton. Der Volkszählung aus dem Jahre 2001 zufolge hatte das Parish 2011 Einwohner. Das Parish liegt an der Grenze zum 2005 eröffneten New-Forest-Nationalpark. Das Dorf hat einen Campingplatz, einige Läden und einen Bahnhof. Es gibt drei Kneipen: The Happy Cheese, The New Forest Hotel und The Forest Inn.
Im Westen grenzt das Parish an das Parish Netley Marsh und das Bartley Water, im Norden an die A326 und Totton and Eling und im Süden an das Parish Denny Lodge, das im New Forest liegt.
In dem Dorf starb am 31. Mai 2009 in einem Altersheim die 97-jährige Millvina Dean, die letzte Überlebende des Schiffsunglücks der Titanic.